# جویی بارتون
جویی بارتون (به انگلیسی: Joey Barton) متولد ۲ سپتامبر ۱۹۸۲ در انگلستان است
او تاکنون در تیمهای منچستر سیتی، نیوکاسل یونایتد، کویینز پارک رنجرز و المپیک مارسی (به صورت قرضی) بازی کرده‌است
او همچنین تا کنون یک بازی ملی برای تیم ملی فوتبال انگلستان انجام داده‌است.
جویی بارتون «پسر بداخلاق» لیگ برتر فوتبال انگلستان به دلیل رفتار خشونت‌آمیز در دیدار کوئینزپارک رنجرز مقابل منچسترسیتی به دوازده بازی محرومیت محکوم شد.
زندگی فوتبالی بارتون با حوادث بحث‌برانگیز و مشکلات انضباطی متعدد همراه بود. او در مه سال ۲۰۰۸ به دلیل ضرب و شتم در مرکز شهر لیورپول به شش ماه زندان محکوم شد. بارتون ۷۴ روز از این محکومیت را در زندان را گذراند و آزاد شد. او همچنین پس از اعتراف به حمله به هم تیمی سابق عثمان دابو به چهار ماه حبس تعلیقی محکوم شد. این حادثه عملاً به دوران حرفه‌ای او در منچستر سیتی پایان داد. بارتون مجموعا سه بار توسط اتحادیه فوتبال به رفتار خشونت‌آمیز متهم شد.

## حاشیه‌ها
جویی بارتون، کاپیتان کوئینزپارک رنجرز که در فوتبال انگلستان به «پسر بداخلاق لیگ برتر» معروف شده‌است، به دلیل جنجالی که در بازی مقابل تیم منچستر سیتی آفرید به محرومیت از حضور در ۱۲ مسابقه محکوم شده‌است.
او در این بازی پس از آنکه داور به او کارت قرمز نشان داد، با دو بازیکن حریف درگیر شد. اما این نخستین باری نبود که او با رفتارهای غیر متعارف خود دردسر درست می‌کرد.
او از سال ۲۰۰۴ تا کنون بارها و بارها جنجال آفریده‌است.
- فوریه ۲۰۰۴: بارتون اولین کارت قرمز خود را در دیدار تیمش منچسترسیتی مقابل تاتنهام در مرحله چهارم جام حذفی انگلستان دریافت کرد.
- آوریل ۲۰۰۴: در دیدار منچسترسیتی با ساوتهمپتون وقتی دید در ترکیب تیم نیست، قبل از سوت آغاز بازی بدون اجازه مربی تیم کوین کیگان ورزشگاه را ترک کرد.
- ژوئیه ۲۰۰۴: در بازی دوستانه مقابل دانکستر جنجال راه انداخت و روی بازیکن حریف پل گرین حرکت خشن انجام داد. کوین کیگان برای جلوگیری از ایجاد دردسر او را تعویض کرد و گفت باید بارتن بفهمد که فوتبال یعنی چه.
- دسامبر ۲۰۰۴: در مهمانی کریسمس باشگاه، در جریان یک شوخی سیگاری روشن را به چشم جیمی تندی، بازیکن تیم جوانان منچسترسیتی، پرتاب کرد. بارتن عذرخواهی کرد اما به ۶ هفته کسر حقوق جریمه شد.
- مه ۲۰۰۵: هنگام رانندگی در ساعت ۲ نیمه شب در خیابان‌های لیورپول، پای یک مرد ۳۵ ساله را شکست.
- ژوئن ۲۰۰۵: به دلیل سیلی زدن به گوش یک طرفدار جوان اورتون و گاز گرفتن انگشت هم‌تیمی‌اش ریچارد دان، از اردوی آمادگی منچسترسیتی در تایلند اخراج شد. باشگاه بارتن را ۱۲۰ هزار پوند جریمه کرد و دستور داد که برای مشکل می‌گساری و خشونت خود به دیدن مشاور درمانی برود.
- سپتامبر ۲۰۰۶: به دلیل پایین کشیدن شورت خود مقابل تماشاچیان در بازی مقابل اورتون، از سوی فدراسیون فوتبال انگلستان ۲ هزار پوند جریمه شد.
- دسامبر ۲۰۰۶: از انتشار زندگینامه بازیکنان ملی‌پوش انگلستان پس از جام جهانی ۲۰۰۶ انتقاد کرد و گفت: «انگلستان در جام جهانی کاری نکرد که حالا کتاب هم درباره‌اش می‌نویسند».
- مارس ۲۰۰۷: به دلیل آسیب زدن و تخریب یک تاکسی دستگیر شد اما بعداً با اعتراف یکی از بستگانش-جاشوا ویلسون- تبرئه و آزاد شد.
- آوریل ۲۰۰۷: سیاست‌های منچسترسیتی در استخدام بازیکنان را زیر سؤال برد و استوارت پیرس سرمربی وقت باشگاه او را از حرف زدن با رسانه‌ها منع کرد.
-مه ۲۰۰۷: به هم تیمی‌اش عثمان دابو آسیب فیزیکی رساند. دابو به دلیل جراحت در چشمش بستری شد.
-اکتبر ۲۰۰۷: در اولین بازی خود برای نیوکاسل یک حرکت خطرناک روی دیکسون اتوهو بازیکن ساندرلند انجام داد که از چشم داور دور ماند. بارتن بعداً عذرخواهی کرد.
- دسامبر ۲۰۰۷: بعد از نوشیدن بیش از ده لیوان آب‌جو در مرکز شهر لیوپول، به یک پسر ۱۶ ساله حمله کرد.
- مه ۲۰۰۸: به دلیل درگیری با یک مرد و زدن ۲۰ ضربه مشت به او و نیز شکستن دندان یک پسر بچه، شش ماه زندانی شد.
-نوامبر ۲۰۰۸: در چهارمین بازی‌اش پس از آزادی از زندان، با گبریل آگبنلاهور، بازیکن استون ویلا، درگیر شد.
- مه ۲۰۰۹: در شکست ۳ بر صفر نیوکاسل مقابل لیورپول، به دلیل بازی خطرناک روی ژابی آلونسو اخراج شد. بعداً به دلیل جربحث با سرمربی تیم آلن شیرر از سوی باشگاه دو روز با جریمه محرومیت مواجه شد.
- نوامبر ۲۰۱۰: در شکست ۲ بر یک خانگی نیوکاسل، با مشت به صورت مورتن پدرسن، هافبک نفوذی بلکبرن زد که با رای فدراسیون فوتبال انگلستان سه بازی محروم شد.
- اوت ۲۰۱۱: بعد از اینکه باشگاه خود را در توئیتر مورد انتقاد قرار داد، نیوکاسل او را بازیکن آزاد اعلام کرد و او در ۲۶ اوت به کوئینزپارک رنجرز پیوست.
- سپتامبر ۲۰۱۱: چند هفته پس از پیوستن به کوئینزپارک رنجرز، نخستین گل خود را برای این تیم زد، اما بلافاصله پس از این گل با کارل هنری، یکی از بازیکنان تیم مقابل (ولورهامپتون وندررز) درگیری فیزیکی پیدا کرد.
- ژانویه ۲۰۱۲: نخستین گل تیمش را در بازی مقابل نورویچ سیتی زد، اما در همان بازی پس از آنکه با سر به بردلی جوهانسون، بازیکن حریف کوبید، با کارت قرمز مستقیم اخراج شد.
- مه ۲۰۱۲: در آخرین روز فصل و در بازی مقابل منچستر سیتی، با آرنج به صورت کارلوس توز، مهاجم تیم حریف ضربه زد و اخراج شد. اما قبل از خروج از زمین با دو بازیکن دیگر حریف(سرخیو آگوئرو و وینسنت کمپانی)درگیر شد. رفتار او در این بازی باعث محرومیت ۱۲ جلسه ای او شد.